# هانتر (تنسی)
هانتر(به انگلیسی: Hunter) شهری در ایالت تنسی کشور ایالات متحده آمریکا است که جمعیت آن در سرشماری سال ۲۰۱۰ میلادی، ۱٬۸۵۴ نفر بوده‌است.